# عملية دومينيك
عملية دومينيك هي عبارة عن سلسلة من 31 انفجار تجريبي نووي بلغ إجمالي إنتاجها 38.1 مليون طن حيث أجرتها الولايات المتحدة في عام 1962 في المحيط الهادئ.

## نبذة
تم جدولة سلسلة الاختبارات هذه بسرعة بسبب استئناف الاختبارات النووية من الاتحاد السوفيتي بعد الوقف الاختياري الضمني (1958-1961). تم إجراء معظم هذه التجارب بقنابل السقوط الحر من بي-52 ستراتوفورتريس الانتحارية. كان 20 من هذه التجارب لاختبار تصاميم أسلحة جديدة وستة لاختبار آثار الأسلحة وعدة تجارب لتأكيد موثوقية الأسلحة الموجودة.
تم استخدام صاروخ ثور أيضا لرفع الرؤوس الحربية إلى الفضاء القريب لإجراء اختبارات الانفجار النووي على ارتفاعات عالية كانت تسمى هذه التجارب مجتمعة باسم عملية حوض السمك.
حدثت عملية دومينيك خلال فترة من التوتر الشديد في الحرب الباردة بين الولايات المتحدة والاتحاد السوفيتي حيث أن غزو خليج الخنازير الكوبي حديث الساعة في حينها. أعلن نيكيتا خروتشوف عن انتهاء الوقف الاختياري لمدة ثلاث سنوات للتجارب النووية في 30 أغسطس 1961 وبدأت التجارب السوفيتية في 1 سبتمبر وبدأت سلسلة من الاختبارات التي شملت تفجير قنبلة القيصر. ورد الرئيس جون كينيدي بتفويض عملية دومينيك. كان هذا أكبر برنامج تجارب لللأسلحة النووية الذي أجرتها الولايات المتحدة على الإطلاق وآخر سلسلة تجارب جوية أجرتها الولايات المتحدة حيث تم توقيع معاهدة الحظر المحدودة للتجارب النووية في موسكو في عام 1963.